# Cronadun
Cronadun est une petite localité située dans la région de la West Coast dans l’île du Sud de la Nouvelle-Zélande.

## Situation
Elle est située sur le cours de la rivière Inangahua, et sur le trajet de la route State Highway 69/SH 69 (en) et de la ligne de chemin de fer de la  allant de Stillwater à Westport (en) et qui passent à travers le village.

## Histoire
Pendant quelques années, Cronadun fut le terminus de la ligne ‘Stillwater – Westport’ alors que la construction progressait à partir de la ville de Reefton, le long des berges de la rivière Inangahua en direction des gorges de Buller (en).
Le village de Cronadun devint le terminus en 1908, et la section suivante vers la ville d’Inangahua Junction ouvrit en 1914.